# Ginie
Ginie (deutsch Gingen) ist ein zur Gemeinde Kalinowo (Kallinowen, 1938–1945 Dreimühlen) zählendes Dorf im nordöstlichen Masuren in der polnischen Woiwodschaft Ermland-Masuren, Powiat Ełcki (Kreis Lyck).

## Geographische Lage
Ginie befindet sich sieben Kilometer östlich der Ortschaft Kalinowo, in Prawdziska nördlich abgehend von der weiter nach Augustów führenden Fernstraße 16. Es liegt unmittelbar an der Grenze zur polnischen Woiwodschaft Podlachien, vor 1945 als östlichster Punkt des Deutschen Reiches an der deutsch-polnischen Grenze. 

## Geschichte
Der Ort Gingen wurde im Jahr 1471 gegründet.
Mit der preußischen Gebietsreform vom 27. Mai 1874 gehörte Gingen verwaltungstechnisch als Landgemeinde zum Amtsbezirk Kallinowen im Landkreis Lyck, der die Gemeinden Alt Czymochen, Dorschen, Gingen, Iwaschken, Kallinowen, Kokosken, Kowahlen, Maaschen, Marczynowen, Pientken und Trentowsken (11 Gemeinden) umfasste.
Am 1. Dezember 1910 waren in Gingen noch 226 Einwohner registriert.
Aufgrund der Bestimmungen des Versailler Vertrags stimmte die Bevölkerung im Abstimmungsgebiet Allenstein, zu dem Gingen gehörte, am 11. Juli 1920 über die weitere staatliche Zugehörigkeit zu Ostpreußen (und damit zu Deutschland) oder den Anschluss an Polen ab. In Gingen stimmten 160 Einwohner für den Verbleib bei Ostpreußen, auf Polen entfiel keine Stimme.
1931 wurde der Amtsbezirk Kallinowen neu strukturiert mit den nun dazugehörigen Dörfern Blumental, Dluggen, Dorschen, Finsterwalde, Gingen, Hennenberg, Iwaschken, Kallinowen, Kolleschnicken, Kreuzborn, Maaschen, Martinshöhe und Prawdzisken. 
1933 sind in Gingen 186 Einwohner verzeichnet, 1939 hatte Gingen 180 Einwohner.
Nach dem Ende des Zweiten Weltkrieges 1945 fiel das zum Deutschen Reich (Ostpreußen) gehörende Gingen an Polen. Die ansässige deutsche Bevölkerung wurde, soweit sie nicht geflüchtet war, nach 1945 größtenteils vertrieben und neben der angestammten masurischen Minderheit durch Neubürger aus anderen Teilen Polens ersetzt. Der Ort wurde in Ginie umbenannt.
Von 1975 bis 1998 gehörte Ginie zur damaligen Woiwodschaft Suwałki, kam dann 1999 zur neu gebildeten Woiwodschaft Ermland-Masuren. Heute ist es Sitz eines Schulzenamtes (polnisch Sołectwo) und somit eine Ortschaft im Verbund der Gmina Kalinowo.

## Religionen
Bis 1945 war Gingen in die evangelische Kirche in Prawdzisken (1934–1945 Reiffenrode, polnisch Prawdziska) in der Kirchenprovinz Ostpreußen der Evangelischen Kirche der Altpreußischen Union sowie in die dortige römisch-katholische Kirche St. Andreas im Bistum Ermland eingepfarrt.
Heute gehört Ginie katholischerseits weiterhin nach Prawdziska, dessen Kirche „Hl. Apostel Andreas“ nun in das Bistum Ełk der Römisch-katholischen Kirche in Polen einbezogen ist. Die evangelischen Einwohner orientieren sich zur Kirchengemeinde in der Kreisstadt Ełk (Lyck), einer Filialgemeinde der Pfarrei in Pisz (deutsch Johannisburg) in der Diözese Masuren der Evangelisch-Augsburgischen Kirche in Polen.